# Leucochrysa (Nodita) paraquaria
Leucochrysa (Nodita) paraquaria is een insect uit de familie van de gaasvliegen (Chrysopidae), die tot de orde netvleugeligen (Neuroptera) behoort. 
Leucochrysa (Nodita) paraquaria is voor het eerst wetenschappelijk beschreven door Navás in 1929.